# سیدنی بلکمر

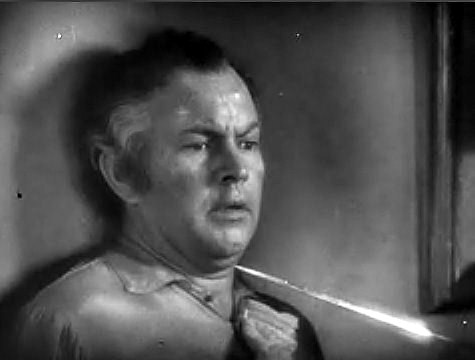

سیدنی آلدرمن بلکمر (انگلیسی: Sidney Alderman Blackmer؛ ۱۳ ژوئیهٔ ۱۸۹۵ – ۶ اکتبر ۱۹۷۳) یک هنرپیشه اهل ایالات متحده آمریکا بود. وی بین سال‌های ۱۹۱۴ تا ۱۹۷۱ میلادی فعالیت می‌کرد.

## افتخارات
- فهرست ستاره‌های پیاده‌رو شهرت هالیوود

## فیلم‌شناسی
- مرد بد (۱۹۳۰)
- سزار کوچک (۱۹۳۱)
- کنت مونت کریستو (۱۹۳۴)
- هایدی (۱۹۳۷)
- در شیکاگوی قدیم (۱۹۳۷)
- سوئز (۱۹۳۸)
- باد بسامان (۱۹۳۸)
- مریلند (۱۹۴۰)
- در اکلاهمای سابق (۱۹۴۳)
- ویلسون (۱۹۴۴)
- دوئل زیر آفتاب (۱۹۴۶)
- متکبرها (۱۹۵۴)
- تمی و مرد مجرد (۱۹۵۷)
- میثاق با مرگ (۱۹۶۷)
- بچه رزماری (۱۹۶۸)